# Nakačia
Nakačia je říčka 2. řádu v Litvě, v Žemaitsku v okresech Šilalė a Telšiai, přítok jezera Biržulis, do kterého se vlévá 1 km západně od vsi Šakalinė, 4 km východně od města Varniai. Pramení 2,5 km východně od vsi Beržė, 11 km jihojihovýchodně od města Varniai. Teče zpočátku směrem západním v severovýchodním cípu okresu Šilalė, u vsi Beržė se stáčí k severu a vtéká na území okresu Telšiai. Na dvou úsecích - první u vsi Beržė, druhý u vsi Skrandėnai - protéká hlubokým údolím, jinak teče poměrně rovinatou krajinou. Dolní tok je bažinatý. Kromě posledních 1,6 km je regulovaná. Dolní tok spadá do regionálního parku Varnių regioninis parkas.

## Přítoky
- Levé:

| Hydrologické pořadí | Řeka  | Délka (km) | Povodí (km²) | Vzdálenost od ústí (km) | Ústí kde | Koordináty ústí                  |
| ------------------- | ----- | ---------- | ------------ | ----------------------- | -------- | -------------------------------- |
| 30010745            | N - 1 | 5,6        | 13,2         | 12,8                    | Beržė    | 55°39′51″ s. š., 22°22′46″ v. d. |

- Pravé:

| Hydrologické pořadí | Řeka        | Délka (km) | Povodí (km²) | Vzdálenost od ústí (km) | Ústí kde  | Koordináty ústí                  |
| ------------------- | ----------- | ---------- | ------------ | ----------------------- | --------- | -------------------------------- |
| 30010744            | Kurkulė     | 3,5        | 2,7          | 15,7                    | Beržė     | 55°39′32″ s. š., 22°25′2″ v. d.  |
| 30010746            | Nevarda     | 8,3        | 14,6         | 5,0                     | Rumšiškė  | 55°43′5″ s. š., 22°24′56″ v. d.  |
| 30010749            | Trumpė      | 4,2        | 5,2          | 4,2                     | Panakatis | 55°43′28″ s. š., 22°25′ v. d.    |
| 30010751            | Melnyčravis | 5,6        | 5,1          | 0,5                     | Šakalinė  | 55°45′13″ s. š., 22°25′47″ v. d. |